# Without You I'm Nothing (chanson)
Pour les articles homonymes, voir Without You I'm Nothing.
Singles de Placebo
Every You Every Me Burger Queen français
Without You I'm Nothing est une chanson du groupe de rock Placebo. C'est la cinquième piste de l'album Without You I'm Nothing. Après l'enregistrement de l'album, David Bowie a souhaité faire un duo avec Placebo, à la plus grande joie du groupe. C'est ainsi que sa voix fut rajoutée à la version originale et le duo réalisé en single.
Il est un sujet que Placebo ne se lasse pas d'aborder : l'amour. Without You I'm Nothing (« Sans toi je ne suis rien ») est une lente montée en puissance, portée par une seule guitare au son strident, car la guitare a les deux cordes les plus aiguës accordées de façon identique (Gibson SG).

## Liste des titres du single
1. Without You I'm Nothing (en duo avec David Bowie)
2. Without You I'm Nothing (UNKLE mix)
3. Without You I'm Nothing (Flexirol mix)
4. Without You I'm Nothing (BIR mix)